# Linia kolejowa nr 250
Linia kolejowa nr 250 – pierwszorzędna, w większości dwutorowa, zelektryfikowana linia kolejowa łącząca przystanek osobowy Gdańsk Śródmieście ze stacją Rumia.

## Przebieg
Na całej długości jest równoległa do linii kolejowej Warszawa Wschodnia Osobowa – Gdańsk Główny oraz linii kolejowej Gdańsk Główny – Stargard, o czym świadczy pokrywający się z drugą linią kilometraż. Na odcinku Gdańsk Śródmieście – Gdynia Stocznia – Uniwersytet Morski znajduje się po prawej stronie (bliżej morza), biegnąc zgodnie z kierunkiem linii. Między przystankami Gdynia Stocznia – Uniwersytet Morski i Gdynia Grabówek linia zmienia położenie, a na odcinku Gdynia Grabówek – Rumia znajduje się po lewej stronie. Linia kończy bieg za peronami stacji Rumia, gdzie styka się z linią kolejową Gdańsk Główny – Stargard.

## Historia
Prace nad budową linii rozpoczęły się w 1912 roku i początkowo obejmowały odcinek Gdańsk – Sopot. Zostały jednak przerwane przez I wojnę światową i powstanie Wolnego Miasta Gdańska.
Decyzja o budowie linii kolejki podmiejskiej zapadła w październiku 1950 roku. Przy elektryfikacji pracowali inżynierowie z Wielkiej Brytanii oraz Służby Polskiej. Pierwszy odcinek, łączący stację Gdańsk Główny z przystankiem Sopot Kamienny Potok, został otwarty 2 stycznia 1952 roku. W 1953 roku otwarto kolejny odcinek do Gdyni Głównej. W roku 1956 połączono Gdynię Główną ze stacją Gdynia Chylonia. Rok później linia dotarła do Rumi.
Stosowane uprzednio nietypowe napięcie 800 V DC zastąpiono w 1976 r. standardowym w Polsce oraz niektórych krajach Europy napięciem 3000 V DC, w wyniku czego w kolejnych latach jedyną w Polsce linią kolejową zasilaną podobnie niskim napięciem 600 V DC pozostawała już wyłącznie Warszawska Kolej Dojazdowa, gdzie napięcie standardowe wprowadzono dopiero 28 maja 2016 roku.
1 kwietnia 2015 roku oddano do użytku nowy odcinek linii od stacji Gdańsk Główny do przystanku Gdańsk Śródmieście.

## Charakterystyka techniczna
Linia w całości jest klasy D3, maksymalny nacisk osi wynosi 221 kN dla lokomotyw oraz wagonów, a maksymalny nacisk liniowy wynosi 71 kN. Sieć trakcyjna jest typu YC95-2C oraz jest przystosowana do maksymalnej prędkości do 120 km/h; obciążalność prądowa wynosi od 1650 A, a minimalna odległość między odbierakami prądu wynosi 20 m. Linia wyposażona jest w elektromagnesy samoczynnego hamowania pociągów oraz trzystawną samoczynną blokadę liniową – jednokierunkową na odcinku Gdańsk Główny – Gdynia Główna i dwukierunkową na odcinku Gdynia Główna – Rumia.
Linia dostosowana jest do prędkości do 70 km/h, a jej prędkość konstrukcyjna wynosi 120 km/h. Obowiązują następujące prędkości maksymalne dla pociągów:
| kilometraż | kilometraż | pociągi pasażerskie                         | autobusy szynowe i EZT                      | pociągi towarowe                            |
| od         | do         | Tor nieparzysty (kierunek: Rumia)           | Tor nieparzysty (kierunek: Rumia)           | Tor nieparzysty (kierunek: Rumia)           |
| -1,413     | 0,600      | 70                                          | 70                                          | 20                                          |
| 0,600      | 26,172     | 70                                          | 70                                          | 0                                           |
| 26,172     | 27,256     | 70                                          | 70                                          | 40                                          |
| 27,256     | 31,164     | 70                                          | 70                                          | 0                                           |
| 31,164     | 32,490     | 70                                          | 70                                          | 0                                           |
| od         | do         | Tor parzysty (kierunek: Gdańsk Śródmieście) | Tor parzysty (kierunek: Gdańsk Śródmieście) | Tor parzysty (kierunek: Gdańsk Śródmieście) |
| -1,488     | 0,600      | 70                                          | 70                                          | 20                                          |
| 0,600      | 26,172     | 70                                          | 70                                          | 0                                           |
| 26,172     | 27,256     | 70                                          | 70                                          | 40                                          |
| 27,256     | 31,164     | 70                                          | 70                                          | 0                                           |
| 31,164     | 32,579     | 70                                          | 70                                          | 0                                           |

## Infrastruktura

### Rozgałęzienia
| Punkt         | Linia | Linia             | Linia  |
| Punkt         | numer | kierunek          | status |
| Gdańsk Główny | 249   | Gdańsk Brzeźno    | czynna |
| Gdynia Główna | 963   | Gdynia Główna R64 | czynna |
| Rumia         | 202   | Stargard          | czynna |

### Posterunki ruchu i punkty ekspedycyjne
Na linii znajduje się 25 różnych punktów eksploatacyjnych, w tym 7 stacji kolejowych (z czego 1 stacja techniczna), 17 przystanków (z czego dwa są jednocześnie posterunkami odgałęźnymi) i jeden przystanek służbowy.
| Rodzaj i nazwa                                    | Zdjęcie | Liczba peronów | Liczba krawędzi peronowych | Infrastruktura | Dawne nazwy |
| przystanek Gdańsk Śródmieście ♿︎                  |         | 1              | 2                          | - Przejście pod torami - Biletomat SKM | |
| stacja Gdańsk Główny ♿︎                           |         | 6 (3 SKM)      | 12 (6 SKM)                 | - Przejście pod torami - Kasy biletowe - Biletomaty (SKM, IC, Polregio) | Hohe Tor (1867–1876) Danzig Lege Tor (1877–1939) Danzig Leeges Tor (1940–1945) Gdańsk (1945–1946)                                                                                  |
| przystanek Gdańsk Stocznia                        |         | 2              | 3                          | - Kładka | |
| przystanek Gdańsk Politechnika ♿︎                 |         | 1              | 2                          | - Przejście pod torami - Biletomat SKM | |
| stacja Gdańsk Wrzeszcz ♿︎                         |         | 4 (1 SKM)      | 7 (2 SKM)                  | - Przejście pod torami - Kasy biletowe - Biletomaty (SKM, IC, Polregio) - Sieć Wi-Fi - Kiosk - Punkt gastronomiczny - Parking - Informacja dla podróżnych                        | Langfuhr (1870–1909) Danzig Langfuhr (1910–1945) Wrzeszcz (1945–1946) |
| przystanek Gdańsk Zaspa ♿︎                        |         | 1              | 2                          | - Przejście schodami od wiaduktu - Biletomat SKM | |
| przystanek Gdańsk Przymorze-Uniwersytet ♿︎        |         | 1              | 2                          | - Przejście pod torami - Kasy biletowe - Biletomat SKM | |
| przystanek posterunek odgałęźny Gdańsk Oliwa ♿︎   |         | 2 (1 SKM)      | 4 (2 SKM)                  | - Przejście pod torami - Kasy biletowe - Biletomaty (SKM, IC) - Sieć Wi-Fi - Parking - Informacja dla podróżnych                                                                 | Oliva (1870–1929) Danzig Oliva (1930–1945) |
| przystanek Gdańsk Żabianka-AWFiS ♿︎               |         | 1              | 2                          | - Przejście pod torami - Kasy biletowe - Biletomat SKM | |
| przystanek Sopot Wyścigi ♿︎                       |         | 1              | 2                          | - Przejście schodami od wiaduktu - Biletomat SKM | |
| stacja Sopot ♿︎                                   |         | 2 (1 SKM)      | 4 (2 SKM)                  | - Przejście pod torami - Kasy biletowe - Biletomaty (SKM, IC, Polregio) - Przechowalnia bagażu - Sieć Wi-Fi - Kiosk - Punkt gastronomiczny - Parking - Informacja dla podróżnych | Zoppot (1870–1945) Sopoty (1945–1946) |
| przystanek Sopot Kamienny Potok                   |         | 1              | 2                          | - Przejście pod torami - Biletomat SKM | |
| stacja Gdynia Orłowo ♿︎                           |         | 2 (1 SKM)      | 4 (2 SKM)                  | - Przejście pod torami - Biletomat SKM | Klein Katz (1870–1920) Kack Mały (1920–1928) Kolibki Orłowo (1929–1936) Gdynia Orłowo (1937–1939) Adlerhorst (1939–1945)                                                           |
| przystanek Gdynia Redłowo                         |         | 1              | 2                          | - Przejście schodami od wiaduktu - Biletomat SKM | |
| przystanek Gdynia Wzgórze Św. Maksymiliana        |         | 1              | 2                          | - Przejście pod torami - Kasy biletowe - Biletomat SKM | |
| stacja Gdynia Główna ♿︎                           |         | 5 (1 SKM)      | 10 (2 SKM)                 | - Przejście pod torami - Kasy biletowe - Biletomaty (SKM, IC, Polregio) - Przechowalnia bagażu - Sieć Wi-Fi - Kiosk - Punkt gastronomiczny - Parking - Informacja dla podróżnych | Gdingen (1894–1920) Gdynia (1920–1939) Gotenhaven (1939) Gotenhafen (1939–1945) Gdynia Osobowa (1953–1966) Gdynia Główna Osobowa (1967–2007)                                       |
| przystanek Gdynia Stocznia – Uniwersytet Morski   |         | 1              | 2                          | - Kładka | |
| przystanek Gdynia Grabówek                        |         | 1              | 2                          | - Przejście pod torami - Biletomat SKM | |
| przystanek Gdynia Leszczynki                      |         | 1              | 2                          | - Przejście pod torami - Biletomat SKM | |
| stacja Gdynia Chylonia ♿︎                         |         | 3 (1 SKM)      | 5 (2 SKM)                  | - Przejście pod torami - Kasy biletowe - Biletomat SKM | Kielau (1870–1920) Chylonia (1920–1930) Gdynia Chylonia (1930–1939) Kielau (1939–1945)                                                                                             |
| przystanek Gdynia Cisowa ♿︎                       |         | 1              | 2                          | - Przejście pod torami - Biletomat SKM | |
| stacja techniczna Gdynia Cisowa Postojowa         |         | 0              | 0                          | | |
| przystanek służbowy Gdynia Cisowa Elektrowozownia |         | 2              | 2                          | | |
| przystanek Rumia Janowo                           |         | 1              | 2                          | - Kładka - Biletomat SKM | |
| stacja Rumia ♿︎                                   |         | 2 (1 SKM)      | 3 (2 SKM)                  | - Przejście pod torami - Biletomat SKM - Sieć Wi-Fi - Kiosk - Punkt gastronomiczny - Parking - Informacja dla podróżnych                                                         | Rahmel-Sagorsch (1870–1920) Rumia Zagórze (1920–1922) Rumja Zagórze (1923–1936) Rumia Zagórze (1937–1939) Rahmel-Sagorsch (1939–1941) Rahmel (1942–1945) Rumia Zagórze (1945–1959) |

## Ruch pociągów
Na linii kursują przede wszystkim pociągi Szybkiej Kolei Miejskiej w Trójmieście. Pociągi towarowe są teoretycznie dopuszczone na odcinkach Gdańsk Śródmieście – Gdańsk Główny oraz Gdynia Chylonia – Gdynia Cisowa.
| Linia | Przewoźnik     | Trasa |
| S1    | SKM Trójmiasto | Gdańsk Śródmieście – Gdańsk Główny – Gdańsk Wrzeszcz – Gdynia Główna – Gdynia Cisowa                              |
| S2    | SKM Trójmiasto | Gdańsk Główny – Gdańsk Wrzeszcz – Gdynia Główna – Gdynia Cisowa – Rumia – Wejherowo                               |
| S3    | SKM Trójmiasto | Gdańsk Śródmieście – Gdańsk Główny – Gdańsk Wrzeszcz – Gdynia Główna – Gdynia Cisowa – Rumia – Wejherowo – Lębork |
| S10   | SKM Trójmiasto | Gdynia Cisowa – Gdynia Główna – Gdańsk Wrzeszcz – Gdańsk Główny – Gdańsk Śródmieście                              |

## Plany na przyszłość

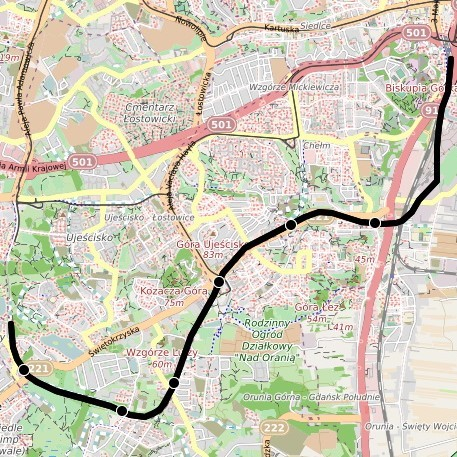
Przebieg linii PKM Południe

### PKM Południe
Planowane jest przedłużenie linii kolejowej nr 250 do Kowal jako dwutorowej linii kolejowej o długości 7,5 km. Planowane otwarcie 1 etapu to wrzesień 2030.

#### Przystanki osobowe
| Nazwa                        | Zdjęcie | Liczba krawędzi peronowych | Infrastruktura              | Uwagi                  |
| ---------------------------- | ------- | -------------------------- | --------------------------- | ---------------------- |
| Gdańsk Śródmieście           |         | 2                          | tramwaj, autobus            |                        |
| Gdańsk Oruńskie Przedmieście |         | 2                          | autobus                     | położony na estakadzie |
| Gdańsk Chełm                 |         | 2                          | autobus                     | położony na estakadzie |
| Gdańsk Orunia Górna          |         | 2                          | tramwaj, autobus, P&R, Mevo | położony w tunelu      |
| Gdańsk Maćkowy               |         | 2                          | autobus, Mevo               | położony w wykopie     |
| Gdańsk Łostowice             |         | 2                          | autobus, Mevo               | położony w wykopie     |
| Gdańsk Kowale                |         | 4                          | tramwaj, autobus, P&R       | położony w tunelu      |